# Omløbsstryg
Et omløbsstryg er en faunapassage for fisk, der ofte anlægges ved vandløbsrestaurering, hvor der har været opstemninger af vandløb. Fjernelse af spærringer er omfattet af vandløbslovens bestemmelser om vandløbsrestaurering, så hvis en opstemning stadig er i brug til dambrug el. lignende, eller man af kulturarvsmæssige hensyn ønsker at bevare den kan man
lave et omløbsstryg, hvor faldet jævnes ud over
en række slyngninger. 
Indsatsen for at fjerne spærringer i vandløbene er indarbejdet i vandplanerne, og der er forslag til regulering og/eller fjernelse af spærringer ved ca. 1.500 spærringer lokaliteter.
Kommunerne skal så vurdere hvilke tiltag der er nødvendig for at opnå den
ønskede miljøtilstand for de vandløbsstrækninger der er udpeget i vandplanerne; – om opstemninger konkret skal fjernes, eller om det
på anden måde er muligt at sikre vandløbets kontinuitet, f.eks. ved etablering af omløbsstryg.

## Eksterne kilder og henvisninger
1. ↑  Høringsnotat om overordnede og generelle høringssvar til vandplanudkastene

- Fra faunaspærring til Faunapassage